# Virtual reality sex
Virtual reality sex (VR sex) este o tehnologie care permite utilizatorului să primească senzații tactile de la participanți la distanță sau personaje fictive prin utilizarea jucăriilor sexuale controlate de computer. De obicei, utilizatorul poartă și o cască de realitate virtuală, astfel încât să poată vedea și interacționa cu partenerul.

## Exemple

### Cupa BKK Cybersex
Cupa BKK Cybersex constă într-o cască de realitate virtuală și o cupă pentru masturbare. De asemenea, vine cu o aplicație mobilă care permite utilizatorilor să își personalizeze propria prietenă 3D în funcție de corpul, tonul pielii, coafura și ținuta preferată. Cupa de masturbare are un senzokor de mișcare încorporat, care este capabil să simuleze mișcarea și transmiterea acțiunii prin Bluetooth către orice smartphone care rulează aplicația pentru iubita 3D.

### VirtuaDolls
Compania americană Eos a creat VirtuaDolls care constă dintr-o teacă de silicon în care un bărbat își introduce penisul. În colaborare cu un dispozitiv de prindere mecanizat pentru „mișcare inteligentă a cursei”, acest lucru permite controlerului VirtuaDolls să sincronizeze senzația cu acțiunea. Pentru experiență captivantă, vine, de asemenea, cu șase manșoane interschimbabile cu texturi diferite pentru a permite senzații variate și conține un senzor de presiune care determină poziția ocupantului în interiorul învelișului. Un accesoriu de aspirator opțional adaugă capacități de aspirare și un sistem ușor de curățat. Controlerul VirtuaDolls este, de asemenea, inclus în pachet cu un joc video intitulat „Fetele Arcadiei”, în care utilizatorii efectuează misiuni de salvare a fetelor și sunt recompensați până la sfârșitul misiunilor în relații sexuale cu ele. În ianuarie 2016, compania a lansat o campanie Indiegogo pentru a strânge fonduri pentru produs, dar după ce au fost asaltati de comenzi, creatorii au suspendat campania. În februarie 2016, a fost relansat pe Indiegogo.

### Porno VR și jucării sexuale interactive
Aceasta este o nișă care începe să devină mai atractivă. Conform statisticilor publicate pe VRSelector, în 2020, împreună cu porno-ul de realitate virtuală, doar 3,2% dintre utilizatori folosesc jucării sexuale (Teledildonics), cum ar fi produsele Fleshlight sau Kiiro. Oficialii SexLikeReal observă o tendință ascendentă pentru utilizarea jucăriilor sexuale interactive pe platforma lor și se așteaptă ca aceasta să crească în continuare. Situația actuală a lumii, pandemia, este unul dintre motivele pentru care sexul în realitate virtuală este în creștere.
Există, de asemenea, mulți proprietari de căști vr (27%) care nu știu că pot sincroniza teledildonica cu conținut vr pentru adulți. Un alt aspect care împiedică această industrie să explodeze, ca pornografie obișnuită 2D, este că prețurile sistemelor vr și ale jucăriilor sexuale interactive sunt destul de ridicate pentru consumatorul mediu.
Conform Motherboard, acest gen de papusa digitala sexy ar fi obtinut mii de follower-i in doar cateva zile